# Космодемьянское (бывшее село, Москва)
Космодемья́нское (Козмодемья́нское, Козьмодемья́нское) — бывшее подмосковное село. Входило в состав Всехсвятской волости Московской губернии и уезда. Впервые упоминается в 1490 году. В 1960 году оказалось в черте города Москвы. В настоящее время территория села входит в состав Левобережного района. Село располагалось между Ленинградским шоссе, МКАД и Каналом имени Москвы. До нашего времени сохранилась усадьба Космодемьянское и сельский храм Космы и Дамиана.

## История
Село получило название от церкви святых Космы и Дамиана. Впервые упоминается в летописи в 1490 году, когда состоялась встреча посла Священной Римской империи Юрия Делатора «у Кузьмы-Демьяны на Хинске» (древнее название реки Химки). В конце XVI века село принадлежало Степану Григорьевичу Чубарову, а 1585 году числилось уже за будущим царём Борисом Годуновым. В период Смутного времени село было разорено и далее значилось как «пустая» церковная земля во владении Патриаршего приказа. Эту землю Патриарший приказ сдавал «в оброк» Никольскому монастырю, затем дьяку Ивану Михайлову, потом думному дворянину Дементию Миничу Башмакову. В 1675 году Башмаков выкупил оброчную землю и занялся благоустройством села. На его средства в селе была построена новая деревянная церковь Космы и Дамиана. Башмаков взял в оброк часть земель села Бусинова в полуверсте от Космодемьянского и устроил там свой двор. К концу XVII века в селе Космодемьянском насчитывалось 25 дворовых людей без учёта священнослужителей.
В 1703 году село Космодемьянское приобрёл Василий Никитич Зотов, сын учителя Петра I Никиты Зотова. Тогда в селе было 5 крестьянских дворов. При Василии Зотове в 1726 году началось строительство каменного храма Космы и Дамиана, сохранившегося до наших дней. Храм был освящён в 1730 году уже при его сыне, Никите Васильевиче. В документах того времени встречается второе название населённого пункта — село Зотово. После смерти Н. В. Зотова село перешло к его вдове Анне Логиновне, вскоре вышедшей замуж за кабинет-секретаря Иоганна Христиана Эйхлера. В 1760-х годах в селе насчитывалось 45 душ мужского пола и 46 женского. В Космодемьянском был господский двор, за которым располагался фруктовый сад и регулярный парк. На реке Химке был устроен пруд, работала мукомольная мельница. Крестьянские дворы располагались вдоль Санкт-Петербургской дороги. Земля церковного причта находилась в излучине рек Химки и Чернавки.
Во время эпидемии чумы 1771 года в селе погибло 23 человека. По данным на 1775 год в Космодемьянском было 20 крестьянских дворов и проживало более 140 душ. В конце 1780-х годов село приобретает гвардии поручик Алексей Васильевич Головин. В то время село входило в состав Воскресенской округи Селецкой десятины. В приходе церкви помимо Космодемьянско состояли деревни Алёшкино и Бутаково. Во время Отечественной войны 1812 года село было разорено французскими войсками, о чём свидетельствует запись в ведомости канцелярии Московского уездного предводителя дворянства: «Скот, лошади, весь господский хлеб и крестьянский из казённых магазинов неприятелем разграблен и сожжено 3 крестьянских двора». Храм был также разорён, после чего службы в нём прекратились на несколько лет. В 1813 году владельцем села стал гвардии капитан Владимир Семёнович Львов. Он восстановил мельницу на реке Химке и устроил новую плотину. В 1818 году Космодемьянское переходит во владение гвардии капитана и кавалера Дмитрия Петровича Горихвостова. На его средства в 1819—1820 годах церковь реконструируют и строят новую колокольню.
В середине XIX века селом владеют Торлецкие. Постоянное население села уменьшилось: В 1859 году в селе было 4 крестьянских двора и проживало 20 человек. После прокладки неподалёку Николаевской железной дороги со станцией Химки село становится дачным местом. В конце XIX века Космодемьянское принадлежало семье Колли, а затем Еналеевым. В 1896 году на средства Е. П. Еналеевой в Космодемьянском была построена церковно-приходская школа. В начале XX века владельцем усадьбы был член Московской городской думы Сергей Павлович Патрикеев. В 1905 году господский дом сгорел, и в 1907 году на его месте по проекту Фёдора Шехтеля было построено новое здание в стиле модерн. Патрикеев хотел открыть в этом особняке загородный ресторан, однако из-за близости к церкви Святейший Синод не дал на это разрешение. В годы Первой мировой войны в усадьбе Космодемьянское был организован госпиталь, а после Октябрьской революции там был устроен санаторий «Химки» для красноармейцев. В 1918 и 1920 годах этот санаторий посещал В. И. Ленин. Космодемьянское утратило статус населённого пункта, в 1920-х годах оно относилось к посёлку Химки Ульяновской волости. В 1937 году рядом с Космодемьянским прошёл Канал имени Москвы, из-за чего поднялся уровень воды в Химке. В 1940 году церковь была закрыта, и службы возобновились там только в середине 1990-х годов. В 1960 году усадьба Космодемьянское оказалась в черте города Москвы.